# Fort Ord

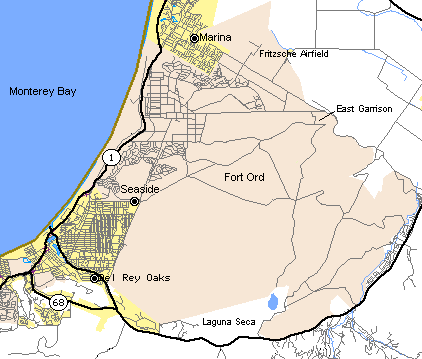
Mappa dell'area di Fort Ord.

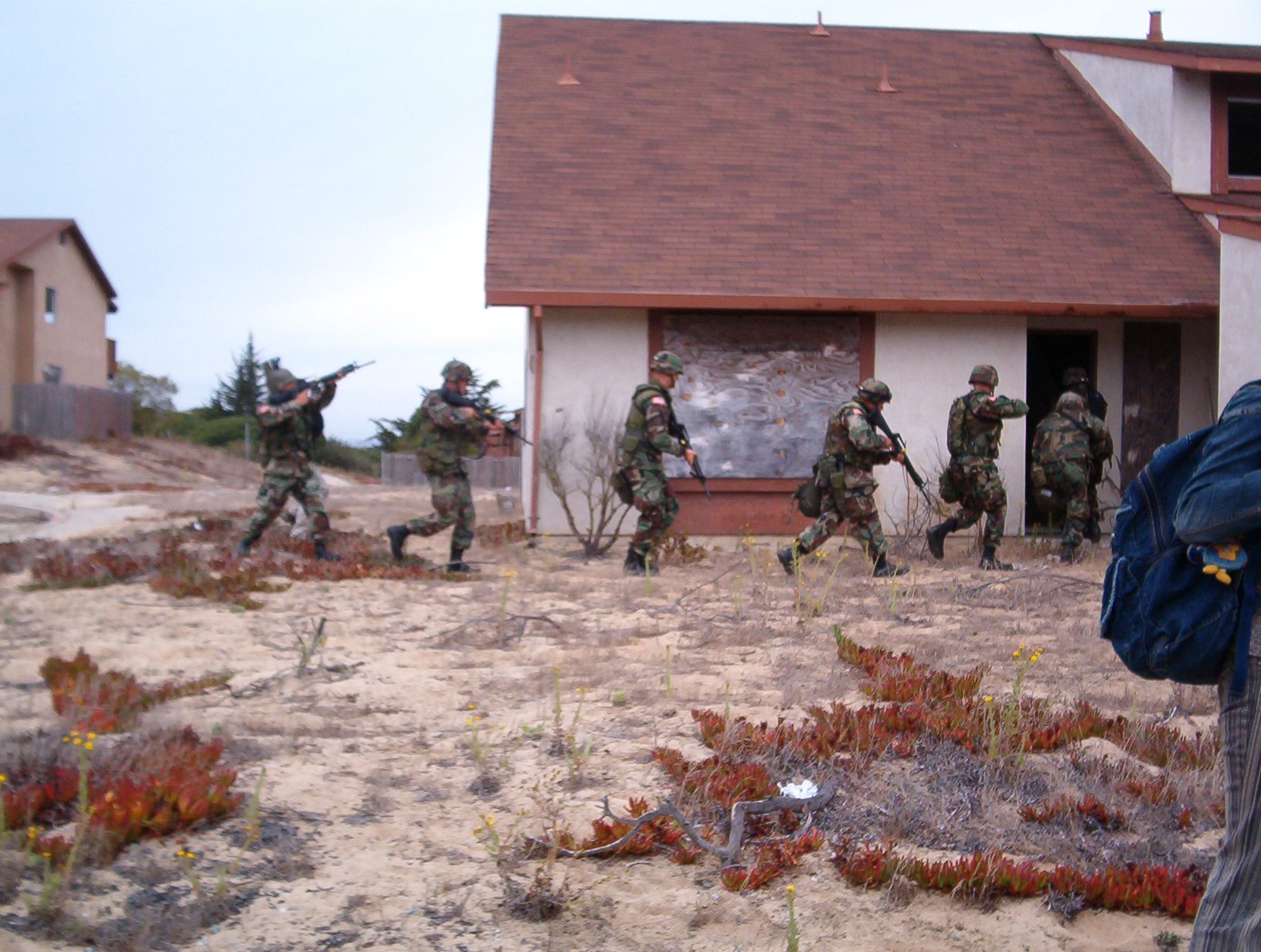
Soldati durante un'esercitazione di combattimento in ambiente urbano ripresi casualmente nel 1994 da turisti nel corso della visita guidata "Secrets of Fort Ord Tour".

Fort Ord è una località ex poligono militare dell'esercito degli Stati Uniti situata lungo la Baia di Monterey in California.

## Storia

### Dal 1917 al 1994
Fort Ord fu creato nel 1917 come poligono per le manovre militari ed esercitazioni di tiro dell'artiglieria. Il poligono è stato chiuso nel settembre 1994 in seguito alle raccomandazioni della commissione BRAC (Base Realignment and Closure) del 1991. La commissione indicò per lo spostamento delle unità militari presenti il poligono di Fort Lewis nello stato di Washington. La maggior parte dell'area è stata restituita allo stato della California ed è diventata sede della 
Università della California di Monterey Bay. La rimanente parte è stata data alla Università della California di Santa Cruz per la creazione dell'UC MBEST (Monterey Bay Education, Science and Technology).
Fort Ord era ritenuta una delle più belle tra le installazioni militari statunitensi, a causa della sua vicinanza con le spiagge californiane e per il clima mite. È stata il quartier generale della 7th Infantry Division, reparto impiegato anche per ripristinare l'ordine pubblico nel corso della Rivolta di Los Angeles del 1992.

### Dal 1994 ad oggi
Quando Fort Ord cessò di essere una zona militare, una parte del poligono venne trasformata in area naturale protetta per la tutela di un insetto a rischio di estinzione, la Euphilotes enoptes smithi o farfalla blu di Smith. Sebbene molti dei fabbricati e infrastrutture militari rimangono abbandonati, molti altri sono stati abbattuti dai nuovi utilizzatori civili della località.
Gli ex corsi di golf di Fort Ord, Bayonet e Black Horse, sono oggi diventati pubblici. Essi hanno ospitato eventi nazionali e sono stati rinnovati di recente.